# Zwavel-31
Zwavel-31 of 31S is een radioactieve isotoop van zwavel. De isotoop komt van nature niet op Aarde voor.
Zwavel-31 ontstaat onder meer bij het radioactief verval van chloor-31 en argon-32.

## Radioactief verval
Zwavel-31 vervalt door β+-verval tot de stabiele isotoop fosfor-31:
{\displaystyle {\ce {{^{31}_{16}S}->{^{31}_{15}P}+{e^{+}}+{\nu }_{e}}}}
De halveringstijd bedraagt iets meer dan 2,5 seconden.
26S · 27S · 28S · 29S · 30S · 31S · 32S · 33S · 34S · 35S · 36S · 37S · 38S · 39S · 40S · 41S · 42S · 43S · 43mS · 44S · 45S · 46S · 47S · 48S · 49S